# 建北街道
建北街道，是中华人民共和国河北省石家庄市长安区下辖的一个乡镇级行政单位。

## 行政区划
建北街道下辖以下地区：
棉一社区、光华路社区、八家庄社区、花园社区、谈西社区、谈后社区和新浩城社区。